# Mitha Tiwana
Mitha Tiwana é uma cidade do Paquistão localizada na província de Punjab.